# أدريان كالدويل
أدريان كالدويل (بالإنجليزية: Adrian Caldwell)‏ مواليد 4 يوليو 1966 في مقاطعة فالز، هو لاعب كرة سلة أمريكي معتزل. بدأ مسيرته الاحترافية في سنة 1989. يبلغ طوله 6 قدم 8 بوصة (2.0 م). اعتزل اللعب في 2000. أحرز خلال مسيرته في الإن بي إيه 390 نقطة بمعدل نقطتان في المباراة الواحدة.

## المسيرة الاحترافية
لعب مع هيوستن روكتس من سنة 1989 إلى 1992، ثم لعب مع بالاكانسترو كانتو في الدوري الإيطالي من سنة 1991 إلى 1993، ثم لعب مع هيوستن روكتس في سنة 1994، ثم لعب مع إنديانا بايسرز في موسم 1995–1996، ثم لعب مع بروكلين نتس في سنة 1996، ثم لعب مع فيلادلفيا سفنتي سيكسرز في سنة 1997، ثم لعب مع دالاس مافيريكس في سنة 1997.

## روابط خارجية
- أدريان كالدويل على موقع إن بي أي (الإنجليزية)
- أدريان كالدويل على موقع سبورتس رفرنس (الإنجليزية)
- أدريان كالدويل على موقع الدوري الإسباني لكرة السلة (الإسبانية)
- أدريان كالدويل على موقع كلية كرة السلة في سبورتس رفرنس.كوم (الإنجليزية)
- أدريان كالدويل على موقع ريلجم (الإنجليزية)
- أدريان كالدويل على موقع بروبوليرز (الإنجليزية)
- أدريان كالدويل على موقع سبورتس رفرنس (الإنجليزية)